# Nikolaj Pirnat
Nikolaj Pirnat, slovenski kipar, slikar in ilustrator, * 10. december 1903, Idrija, † 9. januar 1948, Ljubljana.       

## Življenjepis
Nikolaj Pirnat, sin pisatelja Maksa Pirnata, je obiskoval gimnaziji v Kranju in realko v Idriji, kjer je tudi maturiral. Štiri in pol leta je študiral na umetnostni akademiji v Zagrebu, kjer je 1925 končal tudi specialno kiparsko šolo pri I. Meštroviću in se nato še eno leto izpopolnjeval v Parizu (1927). Leta 1928 se je iz Maribora preselil v Ljubljano, kjer je do vojne živel in deloval kot risar v uredništvu časopisa »Jutro«. Med okupacijo je bil leta 1942 interniran v taborišču Gonars. Po kapitulaciji Italije leta 1943 je odšel v partizane in vodil oddelek za likovno propagando pri Glavnem štabu NOV in POJ. Popularen je bil pod imenom kapetan Kopjejkin in Miklavž Breugnon. Dosegel je čin kapetana; odlikovan je bil z Redom bratstva in edinstva in z Redom za zasluge za narod. Po osvoboditvi Beograda je bil politični ilustrator pri »Borbi«. Leta  1945  je bil imenovan za rednega profesorja risanja na novoustanovljeni Akademiji za upodabljajočo umetnost v Ljubljani.

## Delo
Njegov raznovrsten opus obsega portretno in spomeniško plastiko (General Rudolf Maister, 1926; Igralec Danilo, 1933), portrete in figuraliko v oljnem slikarstvu, nesporna je njegova risba, vsebinsko in formalno približana družbenokritični satiri. Izražal se je s čisto in enakomirno linijo; pri zgodnjih risbah je čutiti vpliv Picassa. Vrh pa je dosegel s  knjižnimi ilustracijami (Župančičev Ciciban, 1932; Cervantesov Don Kihot, 1935-1937; in drugimi).
Pirnat se je poskusil tudi v književnosti. Napisal je libreto pa tudi feljtone in pesmi. Pirnatovo delo je izrednega dokumentarnega in kulturno-zgodovinskega pomena, zlasti risbe in karikature slovenskih umetnikov s področja gledališča, in glasbe, književnosti in slikarstva.